# Sophie Winkleman
Sophie Lara Winkleman (* 5. srpna 1980 Londýn) je britská herečka. Je manželkou Fredericka Windsora, syna prince Michaela z Kentu.

## Život
Narodila se v Primrose Hill v Londýně. Studovala anglickou literaturu na univerzitě Cambridge, kde se stala členkou známého amatérského městského dramatického klubu Footlights. Zde se věnovala hraní ale také se podílela na tvorbě několika scénářů, které klubu přinesly ocenění a slávu. Také působila jako sopránová zpěvačka v seriálu First Love. 12. září 2009 se vdala za Lorda Windsora. 15. srpna 2013 se jí narodila první dcera Maud Elizabeth Daphne Marina a o 3 roky později 16. ledna druhá dcera Isabella Alexandra May.

## Obsazení
- 2001: Me Without You
- 2002: Ultimate Force as Woman in Bank*
- 2002: White Teeth as Joely
- 2002: Waking the Dead as Joanna Gold/Clara Gold (2 epizody)
- 2003: Chasing Alice 2003: Keen Eddie as Prudence
- 2003: Agatha Christie's Poirot as Angela Warren
- 2004: Suzie Gold as Debbie Levine
- 2004: AD/BC: A Rock Opera as Wise Man
- 2005: The Chronicles of Narnia: The Lion, the Witch and the Wardrobe as Older Susan
- 2005–2010: Peep Show as Big Suze (10 epizod)
- 2006: Lewis as Regan Peverill 2006: Dalziel and Pascoe as Alice Shadwell (2 epizody)
- 2007: The Trial of Tony Blair as Fiona
- 2007: Shattered as Natalie Encore
- 2007: Harry and Paul as various roles/characters
- 2008: The Palace as Princess Eleanor (8 epizod)
- 2008: Love Live Long as Rachel
- 2008: Seared as Stranger
- 2009: Plus One as Abby Ross
- 2009: Kingdom as Kate
- 2009: Red Dwarf: Back to Earth as Katerina (2 epizody)
- 2009: Red Dwarf: The Making of Back to Earth as Herself
- 2009: Robin Hood as Ghislaine
- 2010: 100 Questions as Charlotte Payne (6 epizod)
- 2011: Lead Balloon
- 2011: CSI: Miami as Sharon Kirby
- 2011: Death in Paradise as Mrs Hamilton
- 2012: Titanic as Dorothy Gibson
- 2015: Hot in Cleveland as Jill Scroggs (1 epizoda)
- 2011–2015: Two and a Half Men as Zoey
- 2016: Milo Murphy's Law as Time Ape
- 2018: Trust as Margot
- 2019: Endeavour as Isobel Humbolt
- 2019: Sanditon as Lady Susan Worcester